# Ogden, Arkansas
Ogden är en ort i Little River County i Arkansas. Vid 2010 års folkräkning hade Ogden 180 invånare.